# Anjang állomás
Anjang (Anyang) állomás a szöuli metró 1-es vonalának állomása Kjonggi (Gyeonggi) tartomány Anjang (Anyang) városában.

## Viszonylatok
| 1-es vonal                                                  | 1-es vonal                                     | 1-es vonal                                                                 |
| ----------------------------------------------------------- | ---------------------------------------------- | -------------------------------------------------------------------------- |
| Kvanak (Gwanak) Szojoszan (Soyosan) felé                    | Kjongbu (Gyeongbu) szakasz személyvonat        | Mjonghak (Myeonghak) Sincshang (Sinchang) és Szodongthan (Seodongtan) felé |
| Kaszan (Gasan ) Digitális Komplexum Jongszan (Yongsan) felé | Kjongbu (Gyeongbu) szakasz piros expresszvonat | Szuvon (Suwon) Cshonan (Cheonan) felé                                      |
| Kumcshon-ku cshong (Geumcheon-gu cheong) Szöul felé         | Kjongbu (Gyeongbu) szakasz zöld expresszvonat  | Kunpho (Gunpo) Cshonan (Cheonan) felé                                      |
| Korail                                                      |                                                |                                                                            |
| Kvanak (Gwanak) Szöul felé                                  | Kjongbu (Gyeongbu) vonal                       | Mjonghak (Myeonghak) Puszan (Busan) felé                                   |